# The Italian Job (film 2003)
(Tagline del film)
The Italian Job è un film del 2003 diretto da F. Gary Gray, uscito in Italia l'11 luglio dello stesso anno, interpretato da Mark Wahlberg, Charlize Theron, Jason Statham, Edward Norton, Seth Green, Mos Def e Donald Sutherland.
È il remake del film Un colpo all'italiana del 1969 di Peter Collinson con Michael Caine.

## Trama
Un gruppo di esperti rapinatori statunitensi, guidato da John Bridger e Charlie Crocker, mette a segno un colpo milionario con una tattica studiata alla perfezione, rubando una cassaforte contenente dei lingotti d'oro da un palazzo di Venezia e riuscendo a svuotarla sott'acqua, eludendo così le forze dell'ordine. Giunti sulle Alpi, gli artefici del colpo stanno per spartirsi equamente l'oro, ma qualcosa va storto: mentre passano sul bordo di una diga, il gruppo è vittima di un agguato pianificato da Steve, uno di loro, che uccide John, ruba i lingotti e fa precipitare il furgone con i suoi ex compagni nel lago ghiacciato sottostante. Charlie e gli altri riescono però a mettersi in salvo grazie all'equipaggiamento usato nella rapina e tornano negli Stati Uniti, desiderosi di vendetta nei confronti del traditore.
Un anno dopo, Charlie e gli altri membri della banda si ritrovano a Filadelfia e conoscono Stella, la giovane figlia di John Bridger, anche lei scassinatrice, ma che lavora in veste di collaboratrice della polizia, per conto della quale apre casseforti a pagamento. Charlie è intanto riuscito a rintracciare Steve a Los Angeles, dove ha cambiato il proprio cognome in Frazelli, abita in una lussuosa villa d'epoca e ha acquistato alcuni dei beni desiderati dai suoi ex-compagni. Dopo aver convinto Stella a entrare a far parte della banda per vendicare il padre, Charlie organizza un primo tentativo di derubare l'ex compagno, che però fallisce, poiché un'inattesa festa organizzata da un vicino di Steve impedisce loro di procedere. Mentre è a cena con Steve, da cui ha accettato l'invito allo scopo di allontanarlo dalla villa, Stella si tradisce pronunciando una frase tipica di suo padre John e Steve comprende di trovarsi di fronte alla figlia dell'uomo che ha ucciso a sangue freddo dopo il colpo a Venezia. Charlie e i compagni intervengono per allontanare Stella e si ritrovano di fronte a Steve, dal quale apprendono che intende trasferire l'oro con dei furgoni blindati.
Per Charlie, questa è una buona notizia, poiché pensa di sfruttare il traffico e la confusione di Los Angeles per far "scomparire" l'oro: il piano studiato è quello di effettuare un secondo colpo "all'italiana", basato sulla stessa tecnica di quello di Venezia, facendo sparire il furgone con i lingotti al di sotto del manto stradale. L'idea si rivela vincente e la banda riesce a recuperare quasi tutti i lingotti d'oro, portandoli via a bordo di tre Mini appositamente modificate. Steve tenterà invano di riavere il suo oro, ma sarà portato via dalla mafia ucraina, con cui aveva un conto in sospeso: Steve infatti in precedenza aveva cercato di investire alcuni lingotti del furto, ma il ricettatore a cui li stava vendendo, che era il cugino del boss ucraino con cui Charlie e la banda si erano alleati, aveva per puro caso intuito la provenienza dell'oro ed era stato quindi ucciso dal ladro per paranoia. Charlie andrà a vivere con Stella, mentre gli altri potranno finalmente godersi il bottino e concedersi il regalo esclusivo che ognuno aveva in mente da tempo.

## Personaggi
- Charlie Croker, allievo di John Bridger, è colui che ne prende il posto quando John viene ucciso. Charlie è il punto di riferimento dei propri compagni ed è anche lui un grande stratega, mente organizzatrice di entrambi i furti del film. Nel corso della vicenda s'innamora di Stella Bridger. Charlie racconta che ha cominciato a rubare da quando ha messo il primo dente. Considerava John come un padre.
- Stella Bridger è la figlia di John Bridger. Al contrario del padre, che si basava solo sull'abilità manuale, lei apre le casseforti grazie all'ausilio dei più moderni supporti tecnologici. Inizialmente svolge quest'attività legalmente, lavorando per la polizia o per chiunque voglia testare la sicurezza della propria cassaforte, ma la sete di vendetta la porterà a unirsi alla banda di Charlie per derubare Steve.
- Steve Frazelli è colui che tradisce la banda e uccide John, il padre di Stella. Dopo avere incastrato i suoi ex compagni, scappa e si nasconde a Hollywood; uomo senza scrupoli, agisce in totale crudeltà e uccidendo svariate persone.
- Lyle "The Real Napster" è il classico hacker delle bande criminali, che riesce a intrufolarsi in tutti i sistemi informatici. Super esperto di informatica e tecnologia, è il genio della banda e sostiene di essere il vero inventore di Napster.
- "Handsome" Rob è un maestro alla guida; ha stabilito il record di inseguimento su strada. Particolarmente disinvolto con le donne, sfrutterà questa sua caratteristica in più di un'occasione per i suoi comodi e per quelli della banda. Il suo sogno è quello di possedere una Aston Martin Vanquish.
- "Left Ear" è il chimico e l'artificiere della banda. A causa di un incidente con l'esplosivo quando era ancora bambino, è rimasto sordo dall'orecchio destro, da qui il soprannome Left Ear, ovvero "orecchio sinistro". Ha un brutto rapporto con i cani. Il suo sogno è andare a vivere in Andalusia e avere una stanza dedicata esclusivamente alla sua passione: le scarpe.
- John Bridger è il capo della banda, grande stratega e uomo d'onore, fino alla sua morte per mano di Steve Frazelli; avrebbe voluto dedicare più tempo a sua figlia Stella, ma non ha potuto a causa del suo "lavoro". È specializzato nell'aprire le casseforti ricorrendo alla propria abilità nel tatto. La sua frase tipo è «Io mi fido degli uomini. È del diavolo che c'è in loro che non mi fido».
- Wrench è un meccanico che entra nel gruppo solamente nell'imminenza del colpo a Los Angeles ai danni di Steve. È un tecnico "speciale", in quanto solitamente effettua modifiche non proprio legali alle automobili che gli vengono consegnate.

## Produzione

### Sceneggiatura
Il film è un rifacimento di Un colpo all'italiana, pellicola di produzione britannica in cui la rapina, ambientata a Torino, avviene ai danni della FIAT.

### Cast
Edward Norton ha specificato di aver preso parte al film esclusivamente per un vincolo contrattuale con la casa di distribuzione. Gli attori sono stati obbligati a seguire delle lezioni di scuola guida per poter girare senza controfigure gli inseguimenti in macchina in cui furono utilizzate in totale 32 Mini Cooper.
Nella scena in cui Charlie descrive a Stella quali sono i membri della banda, quando si sofferma su Lyle racconta che lui dice di essere il vero creatore di Napster, si vede un flashback di Lyle che, all'epoca del college, sta dormendo davanti al computer e una misteriosa persona gli ruba il floppy disk con il programma: questa persona è realmente Shawn Fanning, il creatore di Napster. Inoltre sullo sfondo della scena è appeso a un muro uno striscione dei Metallica, band che nel 2001 denunciò proprio Napster, dando il via alla chiusura del sito.

### Riprese
Circa il prologo del film a Venezia, la produzione ha dovuto chiedere un'autorizzazione speciale alle autorità lagunari per poter girare la sequenza dell'inseguimento lungo i canali, a causa delle eccessive velocità delle barche.
Le sequenze ambientate sul confine austriaco sono in realtà state riprese sul passo Sella e sulla diga del lago Fedaia, ai piedi della Marmolada (passo Fedaia).

## Colonna sonora
I Velvet Revolver hanno composto una cover di Money (brano dei Pink Floyd), realizzata appositamente per il film.

## Riconoscimenti
- 2004 – Saturn Award
  - Candidatura Miglior film d'azione/di avventura/thriller
- 2004 – Golden Reel Award
  - Candidatura Miglior montaggio sonoro (Effetti sonori)
- 2004 – ASCAP Award
  - Top Box Office Films a John Powell
- 2004 – BET Awards
  - Candidatura Miglior attore a Mos Def
- 2003 – Artios Award
  - Candidatura Miglior casting per un film drammatico a Sheila Jaffe
- 2004 - Santa Barbara International Film Festival
  - Interpretazione dell'anno a Charlize Theron
- 2004 – Taurus World Stunt Awards
  - Miglior stunt specialistico a Clay Cullen, Michael Gaines, Mike Massa e Jean Paul Ruggiero